# Mortal Kombat: Armageddon
Mortal Kombat: Armageddon es un videojuego de lucha y es la séptima entrega principal de la franquicia Mortal Kombat, desarrollada por Midway Games. El juego distribuyó más de 2 millones de copias por todo el mundo. Fue lanzado para PlayStation 2 y Xbox en octubre del 2006, y para Wii en mayo del 2007. La versión de Xbox no se lanzó en territorios PAL.
Es una continuación directa de Mortal Kombat: Deception. Esta entrega es, cronológicamente hablando, el último videojuego de la línea original de Mortal Kombat, y presenta a prácticamente a todos los personajes principales de las entregas anteriores. Los jugadores seleccionan a uno de ellos y luchan contra una selección de otros luchadores. La historia sigue a un guerrero llamado Taven que, tras despertar, emprende un viaje para derrotar a su malvado hermano, lo que conduce a la guerra del Armagedón para determinar el destino del universo de Mortal Kombat.
Es la última entrega para las consolas de sexta generación, y la primera en cuanto a las de séptima generación, con su lanzamiento para la Wii. El próximo juego de la saga, el cual se desarrolla en una línea de tiempo alternativa, Mortal Kombat vs. DC Universe, se lanzó únicamente para las consolas de séptima generación. La historia general de la saga entraría en un reboot, con el lanzamiento de Mortal Kombat, la primera producción de los recién formados NetherRealm Studios.
El juego tuvo una buena recepción, en particular por la gran cantidad de personajes jugables y el modo Konquest. Sin embargo, los críticos criticaron el uso del mismo motor de los dos juegos anteriores, así como los estilos de juego similares entre los personajes. La reacción a la función de Fatality personalizada del juego también fue variada.

## Descripción
Ha habido muchos luchadores de gran poder con el paso de los milenios. Tras varias eras de Mortal Kombat se ha causado un gran desgaste en los reinos. El punto crítico finalmente se ha alcanzado.
Se predijo que los combatientes algún día serían muy poderosos y demasiados numerosos. Si se les permitiese seguir sin control, los intensos combates debilitarían y romperían los reinos, trayendo el Apocalipsis.
Los dioses antiguos exigieron la creación de una salvaguardia para evitar la destrucción total... una que se valdría de la insaciable sed de sangre de los luchadores. Como polillas hacia la llama del fuego ellos serán atraídos a luchar.
En el ápice de la destrucción, las alianzas se romperán, y los pasados odios serán reavivados. Finalmente, se librará la batalla final.
El Armagedón ha comenzado.

## Argumento
La historia inicia en Edenia, donde la hechicera Delia tiene una visión del futuro, en donde las todas las fuerzas, tanto las del bien como las del mal, se enfrentan una gran batalla final de Mortal Kombat, que podría darles fin a todos los reinos, similar a un apocalipsis. Su esposo Argus, protector de Edenia, construye entonces una pirámide que servirá de lugar donde ocurrirá la gran batalla, y luego hace que sus hijos, los semidioses Taven y Daegon, entren en estado latente en cavernas. Delia posteriormente instruye al elemental Blaze, a que le indique a sus dragones que los despierten cuando comience la batalla final.
Un tiempo después, en el futuro, Taven es despertado por su dragón Orin en la Tierra y le cuenta que tanto él cómo su hermano Daegon competirán uno contra el otro en su misión de derrotar a Blaze. Taven buscando explicaciones por parte de su padre, se teletransporta a su templo y lucha contra varios miembros del clan de criminales del Dragón Negro (destacándose Kabal, Kobra y Kira), así también como contra otros misteriosos mercenarios de vestimenta roja, aunque no logra encontrarlo. Luego, encuentra un mensaje que su padre Argus le dejó para él y su hermano Daegon, estableciendo que ambos deberán competir para tomar su lugar como protector de Edenia al derrotar a Blaze, además de decirles que les ha dejado armas para ambos para que se embarquen en su travesía. Cuando Taven se da cuenta posteriormente que faltaban ambas armas, significando que su hermano Daegon las había robado, el ciberninja Sektor hace acto de presencia, y lo deja inconsciente, para luego transportarlo a un buque de guerra de los Tekunin, su clan de ciberninjas. Taven posteriormente logra liberarse y derrotar a Sektor, antes de escapar de regreso al portal de su dragón Orin.
Taven luego viaja al templo de su madre en las montañas, donde había dejado armaduras para Daegon y para él. Tras llegar al templo, descubre que ya había sido tomado por los Lin Kuei y se ve obligado a luchar contra sus guerreros, incluida Frost, quien reclamaba el medallón de los Lin Kuei, y el gran maestro del clan, Sub-Zero, quien identifica a Taven como un intruso. Tras derrotar a ambos, Taven recupera su armadura, la cual se encontraba detrás de una puerta con un logo de dragón, igual a su tatuaje. Luego de explicarle sus intenciones a Sub-Zero, el templo es posteriormente atacado por guerreros oscuros. Taven logra derrotarlos, para luego descubrir que la causa de la aparición de los guerreros oscuros se debe a la influencia de Smoke, antiguo camarada de Sub-Zero, quien intenta impedir que Taven escape del templo, sin embargo, él lo derrota fácilmente. Seguido de varias luchas contra guerreros oscuros, Taven se topa con Noob Saibot, a quien derrota tras una dura pelea. Sub-Zero agradece la ayuda de Taven, y le explica que Noob Saibot era su hermano, y que los hombres que han estado intentando asesinarlo son un grupo de mercenarios rojos provenientes de un clan llamado el Dragón Rojo, con su base localizada en las montañas carbonizadas de la Tierra.
Taven regresa donde su dragón Orin, y le cuenta que desea llegar a las montañas carbonizadas, para deshacerse de los mercenarios del Dragón Rojo que no dejan de perseguirlo, acto seguido su dragón Orin lo teletransporta hasta allí. Tras atravesar el portal, Taven se ve obligado a luchar contra varios mercenarios del clan del Dragón Rojo, a quienes derrota fácilmente. Luego se encuentra con Fujin, quien le ordena regresar a Edenia, cosa que Taven se niega a hacer, puesto que necesitaba acabar con los mercenarios. Taven acaba derrotando a Fujin a regañadientes, y se adentra en el templo. Se encuentra con Daegon, quien se veía mucho más viejo. En su reunión, Daegon le explica a Taven que él formó el clan del Dragón Rojo hace muchos años, y revela sus intenciones de matarlo, con tal de ser él quien derrote a Blaze. Mavado, uno de los mercenarios del clan, comunica a Daegon que Blaze fue encontrado. Daegon abandona el templo, y deja a Mavado a cargo de que no deje escapar a Taven, sin embargo, él lo derrota. Luego de luchar contra varios enemigos, Taven se topa con Caro, el dragón de Daegon, quien estaba siendo encarcelado y experimentado. Tras ser liberado, Caro revela a Taven que accidentalmente había despertado a Daegon antes de lo planeado, lo que resultó en que Daegon buscara y asesinara a Argus y Delia al enterarse de la verdadera naturaleza de la competencia. Con la esperanza de expiar su error, Caro le informa que Daegon se ha ido al Infierno (Netherrealm) y se queda atrás para destruir la fortaleza del Dragón Rojo.
Llegando al infierno, Taven tiene que abrirse paso enfrentándose a varias criaturas propias del infierno. Luego de derrotar a Drahmin, y de pelear contra múltiples enemigos, Taven divisa a Shinnok siendo atacado por Li Mei. Creyendo que aún es un Dios Antiguo, sale en defensa de él. Luego de derrotarla, Shinnok le revela que ya no es un Dios Antiguo, y que había sido desterrado al Netherrealm con la intención de presidir, debido a una actitud indebida no revelada hacia los Dioses Antiguos. Él promete ayudar a Taven a encontrar a su hermano, pero antes necesitaba recuperar su trono, y para eso debía derrotar a los demonios y guerreros que habían invadido su santuario. Tras llegar, Taven derrota a los demonios, y posteriormente se enfrenta a Havik. Shinnok le revela que Taven deberá seguir abriéndose paso peleando contra más demonios y enemigos a lo largo del santuario. Así, luchando contra varios demonios, finalmente llegan a la sala del trono, donde está Sheeva con intenciones de apoderarse del santuario. Taven la derrota, para luego también luchar contra Kintaro. Con ambos shokans derrotados, Shinnok le agradece a Taven el haber recuperado su trono, y le informa que su hermano ha ido del Infierno hacia la Tierra, acto seguido lo teletransporta hacia allí. Sin embargo, se revela que Shinnok solo estaba probando el potencial de Taven, y en realidad estaba ayudando a Daegon, quien aparece luego, y ha informado a otros guerreros sobre el premio de derrotar a Blaze, para eliminar a todos los competidores. Regresando a la cueva de Orin, Taven lo encuentra herido de muerte debido a un ataque de Quan Chi. Moribundo, Orin mantiene abierto el portal para evitar que Taven quede encerrado junto con él. Taven promete venganza y atraviesa el portal.
Saliendo del portal, Taven llega a la fortaleza de Shao Kahn en el Outworld (Mundo Exterior). Adentrándose en ella, Taven tiene que abrirse paso enfrentándose a los soldados de Kahn. Más adelante logra llegar al calabozo del castillo, donde se encuentra con Mileena, a quien derrota tras una pelea. En su camino, Taven se enfrenta a un verdugo de Shao Kahn, y luego de derrotarlo, obtiene la llave de una celda, con un cautivo Shujinko encerrado en ella. Tras liberarlo, este le informa sobre una reunión que ocurrirá en la sala del trono de Shao Kahn, a la cual Taven se dispone a ir. Más tarde llega a una gran habitación, en la que debe enfrentarse a una estatua gigante de piedra de Shao Kahn. Posteriormente, se topa con Goro, el cual lo enfrenta bajo las órdenes de no dejar a nadie pasar. Taven logra derrotarlo tras una ardua batalla. Luego de adentrarse aún más en el castillo, se encuentra con Reiko, quien intenta reclutarlo como uno de los guerreros de Shao Kahn, aunque Taven se niega a unirse a ellos y lo derrota en combate. Finalmente, Taven logra llegar a la sala del trono, donde se encuentran Shang Tsung, Quan Chi, junto con Onaga y Shao Kahn, tratando de formar una alianza. Onaga se rehúsa a hacer una tregua con ellos, puesto que quiere derrotar él a Blaze y obtener el poder, sin embargo, Shao Kahn le comenta que las fuerzas de la luz también buscan derrotar a Blaze, y él no podrá solo contra ellos, a menos que unan fuerzas. Onaga entonces acaba aceptando, y con el trato hecho, se dirigen por un portal hacia Edenia para encontrarse con sus aliados. Taven, luego de escuchar toda la conversación, se encuentra con Raiden, a quien pide que haga algo al respecto con ellos. Sin embargo, Raiden le explica que había hecho un trato con ellos a cambio de la independencia de la Tierra, y además intentaba impedir que Taven termine con su misión. Conmocionado por su traición, Taven lo derrota antes de tomar el portal de Quan Chi a Edenia.
Taven finalmente llega a las ruinas edenianas, donde se topa con Scorpion, quien buscaba venganza contra los Dioses Antiguos por haberle traicionado, bajo la promesa de resucitar a su clan tras completar una misión, sin embargo, acabaron resucitando a su clan como no-muertos, y en un ataque de ira, Scorpion los envía para que acaben con Taven e impidan que termine con su misión, sin embargo, él los derrota fácilmente. Scorpion posteriormente se enfrenta a él, aunque acaba derrotado. Daegon aparece luego, y se revela que le había enviado a él para que acabe con Taven, y se dispone a pelear tras ver que Scorpion no acabó con él. Blaze hace acto de presencia, y les informa que la misión de ambos estaba corrupta, y que no iba acorde a como su creadora lo había planeado, además de contarles que se encontraban en el lugar incorrecto, por lo que los teletransporta al borde del cráter, donde ocurre la pelea entre ellos dos.
Daegon acaba muerto tras una ardua pelea, lo que desmotiva a Taven a continuar, puesto que toda esta travesía lo había destruido a él y a su familia. Blaze acto seguido le informa la verdadera naturaleza de la misión. El cráter en el cual se encontraba sería el centro del Armagedón a menos que se hiciera algo para evitarlo. Con sus respectivas armaduras siendo los catalizadores para terminar con Armagedón, solo Taven y Daegon están destinados a derrotar a Blaze, creando así resultados diferentes dependiendo de quien lo derrote, ya sea desarmar a todos los combatientes, y el otro matándolos a todos. Taven se da cuenta de que el destino de los demás combatientes dependerá de él, aunque Blaze le comenta que ellos no son importantes puesto que al derrotarlo salvaría a todos los reinos.
Taven entonces, toma su espada de su hermano caído y se dispone a acabar con la misión, derrotar a Blaze. Finalmente llega a la cima de la pirámide, donde derrota a Blaze en una épica batalla de Mortal Kombat. Tras conseguir la victoria, se convierte en un Dios Antiguo. Sin embargo, no se produce ningún resultado y, en cambio, se aumenta el poder de los luchadores y combatientes. Taven entonces promete usar su condición de Dios Antiguo para encontrar otra solución y evitar el Armagedón.

## Jugabilidad
Debido a limitaciones de memoria, cada personaje posee dos estilos de pelea (en lugar de tres como en Deadly Alliance y en Deception), uno cuerpo a cuerpo, y un arma. Algunos personajes grandes, tales como los jefes como Onaga, solo tienen un solo estilo de pelea disponible. Otros personajes como Smoke y Mokap, no tienen un estilo de arma, sino un segundo estilo de pelea cuerpo a cuerpo desarmado. En cuanto al eje principal del juego, el modo Kombate, reutiliza tanto el motor gráfico como la jugabilidad de los dos anteriores mencionados títulos, pero con mejoras sustanciales y añadidos variados. Ahora podemos llevar el combate al aire, y hacer combos frenéticos mientras los luchadores están a varios metros por encima del suelo.
En este juego se introduce el Krea-un-Fatality, dándole la capacidad al propio jugador de decidir sobre como rematará al oponente. Estos Fatalities personalizados se ejecutan mediante una serie de comandos que se ingresan hasta que se termina el Fatality, reemplazando al antiguo sistema cinemático de Fatalities. A medida que el jugador va agregando más movimientos mientras acaba con el oponente, el tiempo en el que se permite introducir el movimiento se reduce cada vez más rápido, y a veces ciertos movimientos ya realizados no se pueden repetir. Hay 11 niveles disponibles de Fatality, siendo el primero un Fatality básico, y el nivel más alto siendo el “Ultimate Fatality”. Cuando mayor sea el nivel de la Fatality, más monedas se le otorgarán al jugador. Este modo de Fatality no fue muy bien recibido debido a la poca variedad de movimientos que tiene para realizar.
También existe un nuevo sistema de detener ataques con movimientos llamado "parry", que se añaden a los "combo breakers" de Mortal Kombat: Deception. Los "parry" requieren cierta intuición, ya que hay que efectuarlos justo antes de que el ataque contrario, y así poder contraatacar con éxito. La principal diferencia entre el "breaker" y el "parry" es que la primera de estas técnicas empuja al adversario hacia atrás, mientras que los "parry" desvían el ataque del enemigo y permiten contraatacar. Además, esta nueva técnica puede usarse ilimitadamente (a diferencia de los tres breakers disponibles en cada combate).
El juego disponía de funcionalidad online, para PlayStation 2 y para Xbox, aunque el servicio se encuentra actualmente terminado. Al igual que otros juegos en línea de Xbox, el modo multijugador de Xbox Live estuvo disponible hasta el 15 de abril de 2010. Mortal Kombat Armageddon está disponible para jugar en línea en los servidores de reemplazo de Xbox Live, llamados Insignia.

## Modos de juego

### Kombat
Un modo arcade tradicional. El jugador puede seleccionar a cualquiera de los 62 luchadores y entrar al combate, con el jefe final de la pirámide siendo Blaze. También puede jugarse un modo de 2 jugadores local, y un modo de práctica en el que se puede entrenar los combos.

### Krea-un-Luchador
Además de poseer más de 60 personajes jugables, Armageddon ofrece a los jugadores la posibilidad de crear y utilizar nuevos luchadores en el juego, uno por cada jugador. Por la cantidad de opciones de personalización, hay miles de combinaciones diferentes para crear a un nuevo personaje. Durante la producción, el juego ofreció al menos 14 clases de personajes diferentes, que incluyen humanos, tarkatanos, ninjas, etcétera. Sin embargo, luego del lanzamiento del juego, solo existieron dos ajustes preestablecidos para los dos géneros, siendo un hechicero un ajuste para un personaje masculino y una tarkatana para un personaje femenino. Aunque la ropa de cada clase sigue disponible, debe desbloquearse individualmente y no se puede preconfigurar. Todas estas preconfiguraciones se pueden desbloquear desbloqueando cada prenda de ropa que compone esa clase. La preconfiguración aparecerá entonces en el menú de preconfiguraciones. Inicialmente hay ropa disponible desde el principio, aunque otra se la debe comprar con monedas y las más exclusivas se las debe desbloquear en el modo Konquest.
Los jugadores pueden darle a su personaje un estilo de pelea único, cambiando su animación de postura ganadora y asignando diferentes ataques a los botones de su controlador. Hay una variedad de espadas y hachas (las únicas armas disponibles) y movimientos especiales para elegir. A los luchadores también se les puede dar su propia historia. Si un jugador usa su creación para terminar un juego de un solo jugador, verá el final que el jugador diseñó para él, aunque el final se cortará después de aproximadamente doce líneas o si la última línea consta de una palabra. El final que muestra el juego es el mismo texto que el jugador ingresa como la biografía del luchador.
También se pueden usar en partidas multijugador y en línea, usando la función en línea de PlayStation 2 o Xbox Live.

### Konquest
El modo Konquest (modo Konquista en español) en Armageddon es una combinación del mismo modo visto en Deception con elementos tomados del título de aventura derivado de Mortal Kombat: Shaolin Monks. La historia se centra en Taven y Daegon, dos hermanos que fueron puestos en estado latente porque su madre Delia (una hechicera) y su padre Argus (el Dios protector de Edenia) previeron un evento catastrófico provocado por los luchadores de Mortal Kombat. Su despertar conduce al modo Konquest, que funciona como un modo historia del juego.
Taven es el héroe principal que controla el jugador en Konquest, mientras que Daegon, su hermano, es el antagonista principal, conspirando con villanos como Shinnok y el Clan del Dragón Rojo para destruir tanto a su hermano como a Blaze para alcanzar la divinidad. Ciertas armas están disponibles a veces en el modo Konquest, que parecen manejarse de manera muy similar a las que se encuentran en Shaolin Monks. Se pueden recolectar varias reliquias, una para cada personaje (excepto para Taven, Chameleon, los dos luchadores que el jugador puede crear y Khameleon en la versión de Wii). El modo Konquest desbloquea los trajes alternativos de los personajes y otras recompensas en el resto del juego, mientras que completar con éxito Konquest por completo desbloqueará a Taven para el modo de arcade. Meat, Daegon y Blaze se pueden desbloquear recolectando suficientes reliquias.

### Motor Kombat
Es un minijuego que recuerda mucho al estilo de Mario Kart, a lo cual el propio creador Ed Boon lo comparó. Cada uno de los personajes tiene un pequeño coche personalizado, así como sus propios movimientos especiales. Los personajes de Motor Kombat mantienen su estilo caricaturesco "súper deformado" que se introdujo en el modo Puzzle Kombat de Mortal Kombat: Deception. También incluye muertes para los personajes y trampas mortales. Los autos se basan en el aspecto y la personalidad de los personajes; por ejemplo, el auto de Baraka tiene cuchillas en el parachoques delantero como homenaje a las cuchillas que salen de sus antebrazos, y el auto de Scorpion funciona con un cráneo que escupe fuego como homenaje a su Fatality "Toasty".
Motor Kombat ofrece juego en línea, así como soporte fuera de línea para hasta cuatro jugadores (dos jugadores en la versión de PS2) con una pantalla dividida. En el juego, los jugadores pueden lanzar a sus oponentes a varias trampas mortales en los campos, como rodillos, piedras, trituradoras, cuevas de nieve resbaladizas llenas de estalagmitas y pozos interminables. La lista de personajes jugables es: Scorpion, Sub-Zero, Bo' Rai Cho, Jax, Baraka, Raiden, Kitana, Mileena, Cyrax y Johnny Cage.

## Personajes
| Personajes por orden alfabético | - Ashrah - Baraka - Blaze - Bo' Rai Cho - Chameleon - Cyrax - Daegon - Dairou - Darrius - Drahmin - Ermac - Frost - Fujin - Goro - Havik - Hotaru - Hsu Hao - Jade - Jarek - Jax - Johnny Cage | - Kabal - Kai - Kano - Kenshi - Khameleon - Kintaro - Kira - Kitana - Kobra - Kung Lao - Li Mei - Liu Kang - Mavado - Meat - Mileena - Mokap - Moloch - Motaro - Nightwolf - Nitara - Noob Saibot | - Onaga - Quan Chi - Raiden - Rain - Reiko - Reptile - Sareena - Scorpion - Sektor - Shang Tsung - Shao Kahn - Sheeva - Shinnok - Shujinko - Sindel - Smoke - Sonya Blade - Stryker - Sub-Zero - Tanya - Taven |

En total son 63 personajes seleccionables, los personajes que hacen su debut están en negritas. Khameleon fue el único personaje exclusivo, ésta estuvo disponible sólo para la versión de la Nintendo Wii.

## Desarrollo
Armageddon contiene todos los luchadores jugables de las seis entregas principales de juegos de lucha de la franquicia y sus versiones mejoradas, sin contar los juegos de aventuras como Special Forces y Shaolin Monks. Khameleon, un personaje secreto de la versión de Nintendo 64 de Mortal Kombat Trilogy (que no debe confundirse con el personaje Chameleon) estuvo ausente de las versiones de Armageddon para PlayStation 2 y Xbox, pero se agregó a la lista de personajes de la versión de Wii debido a la demanda de los fanáticos.
La función "Kripta" en el modo historia del juego incluía un video conceptual no utilizado de la biografía de Ermac en MK: Deception, que estaba destinada a ser la primera de una serie de biografías animadas, pero no se crearon otras. Solo diecisiete personajes en total en Armageddon recibieron biografías oficiales en imágenes fijas.

## Lanzamiento
La versión de PlayStation 2 se lanzó en las tiendas el 11 de octubre de 2006, mientras que la versión de Xbox se lanzó el 16 de octubre, con una versión de Wii lanzada el 29 de mayo de 2007 en Norteamérica. La versión de Xbox no se lanzó en territorios PAL. Más tarde fue lanzado como parte de la Mortal Kombat Kollection el 29 de septiembre de 2008 para PlayStation 2.
Se lanzó una edición "Premium" en América del Norte para la PlayStation 2, con el siguiente contenido en una caja de acero: un DVD extra de 60 minutos con un documental de "Historia de las Fatalities" y videos nuevos para más de 50 personajes, una animación de la portada autografiada por el creador Ed Boon, y una versión arcade perfecta de Ultimate Mortal Kombat 3 incluida en el disco principal. Hay cuatro variaciones de en el diseño de los paquetes, algunas exclusivas de ciertas tiendas que presentan diferentes conjuntos de personajes o el emblema del dragón de Mortal Kombat.
La versión de Wii de Armageddon tiene un nuevo sistema de control basado en movimiento, además de compatibilidad con los controladores clásicos y de GameCube. Tiene un nuevo modo de resistencia, un modo de entrenamiento del control remoto de Wii y nuevas pantallas de menú. Sin embargo, esta versión no tiene funciones en línea.

## Recepción
La recepción para Mortal Kombat: Armageddon ha sido generalmente favorable. El juego a menudo fue elogiado por incluir una lista tan completa de personajes; IGN declaró que "la inclusión de 62 guerreros en total es un logro enorme", mientras que Game Informer dijo que "nada realmente se acerca a lo que Midway ha reunido aquí". GameSpot elogió el modo Konquest, "que fue un punto tan bajo de Mortal Kombat Deception, como una de las fortalezas relativas de Mortal Kombat: Armageddon".
La recepción de la función de Krea-un-Fatality fue mixta. Si bien GameSpot lo calificó como "un reemplazo decepcionante para los clásicos", IGN señaló que no haber establecido fatalidades añadía variedad a la jugabilidad. La recepción para el modo Krea-un-Luchador también fue mixta, donde algunas limitaciones notadas aún con otras como GameSpy donde dicen que "no han visto una herramienta de creación de personajes tan sólida desde City of Heroes".
El motor del juego fue criticado por ser construido completamente sobre el de los títulos anteriores de los Mortal Kombat 3D. PSM llegó a decir que el sistema no era innovador. Aunque se han solucionado muchos de los defectos del juego de Mortal Kombat: Deception (falta de un juego de activación que permite 50/50 ataques al derribar a un oponente, y el sistema de salto lento, que evita que los jugadores salten sobre la mayoría de los proyectiles, y los combos infinito), surgen nuevas fallas técnicas con los nuevos sistemas Air Kombat y Parry. Eurogamer notó que a pesar de la gran variedad de personajes, "gran parte de esta cantidad está compuesta por la gran cantidad de personajes clonados" y que "muchos personajes se ven y juegan por igual".
El juego ganó el premio al Mejor Juego de Lucha en los Spike Video Game Awards en el año 2006. IGN lo nombró como el Mejor Juego de Lucha de PS2. La revista oficial de Xbox puso a Armageddon como el "Juego de Xbox del año" en una edición del 2006. Gaming Target también puso al juego en su selección como el "52 juego We'll Be Playing del 2006".